# Río Colorado
Río Colorado – miasto w Argentynie, w prowincji Río Negro, stolica departamentu Pichi Mahuida.
Według danych szacunkowych na rok 2010 miejscowość liczyła 11 733 mieszkańców.